# 유라시아 경제 공동체
유라시아 경제 공동체(-經濟共同體, 러시아어: Евразийское экономическое сообщество 예브라지스코예 에코노미체스코예 솝셰스트보[*], 약칭 EAEC 또는 EurAsEC)은 벨라루스, 카자흐스탄, 키르기스스탄, 러시아 및 타지키스탄 5개국이 설립한 국제 협력 기구이다. 회원국 간 무비자 자유이동 보장, 대학 상호 입학 가능성 확보 및 학위 상호 인증 등의 성과를 거두었다.

## 추진 기구
이사회(Interstate Council), 위원회(Intergration Committee) 및 사무국(소재지: 모스크바)을 두고 있다.

## 역사
- 2000년 10월 10일 설립했다.
- 2003년 4월 제12차 위원회에서 2004년부터 2006년까지 관세 동맹, 에너지 개발, 운송 동맹, 공동 이민 정책 등 총 6개 부문의 협력을 우선 추진키로 합의했다.
- 우즈베키스탄은 2006년 1월 25일 정식 회원국으로 가입하였으나 2008년 10월 유라시아 경제 공동체 조직의 비효율성 및 러시아-카자흐스탄-벨라루스 간 관세 동맹에 대한 경계심 등을 이유로 임시 탈퇴하겠다는 서류를 제출하였다.

## 가맹국

### 정회원국
러시아 (2001년) - 주도 국가
 벨라루스 (2001년)
 우즈베키스탄 (2001년) - 회원국 자격 정지
 카자흐스탄 (2001년)
 키르기스스탄 (2001년)
 타지키스탄 (2006년)

### 준회원국
몰도바 (2003년)
 아르메니아 (2002년)
 우크라이나 (2002년)

## 정상 회담
2005년 크레믈린 궁전(현 러시아 연방 대통령궁)에서 정상 회담을 가졌다.

## 같이 보기
- 독립국가연합
- 유라시아 경제 연합
- 유라시아 관세동맹
- 유라시아 연합
- 러시아 벨라루스 연맹국